# Nosotras las mujeres
Nosotras las mujeres é uma telenovela mexicana, produzida pela Televisa e exibida em 1981 pelo El Canal de las Estrellas.

## Elenco
- Silvia Derbez - Alma
- Claudio Obregón - Luis Marino
- Sergio Jiménez - Max
- Sonia Furió - Ivonne
- Beatriz Sheridan - Edna
- Eric del Castillo - Manuel
- Anita Blanch - Beatriz
- Ismael Aguilar